# Wellington Management
Wellington Management Company es una empresa de inversión y administración privada. La empresa tiene una cartera de clientes bajo administración por un monto estimado de $900.000 millones de dólares, además de unos 2.100 clientes institucionales en 50 países del globo. La compañía invierte en capital riesgo o equity y mercados alternativos en todas partes el mundo.

## Historia
En 1928, Walter L. Morgan, un contable de Filadelfia estableció el primer fondo mutualista en los Estados Unidos. De esta manera nace WMC, a pesar de la crisis de mercado de 1929. En la década de 1960, cuatro profesionales de inversión, W. Nicholas Thorndike, Robert Doran, Stephen Paine y George Lewis tomaron las riendas de la compañía y relanzaron el negocio. En 1979, los 29 socios originales compraron otras firmas y ampliaron sus inversiones. Como consecuencia de esta reorganización, la empresa extiende sus redes de oficinas por todo el planeta: la oficina en Londres fue abierta en 1983; en 1996 abre Singapur; un año después en Tokio y Sídney; en 2003 en Hong Kong y en 2007, Pekín.
Wellington Management tiene presencia en casi todos los sectores y mercados de capital riesgo globales. El fondo Wellington es uno de los fondos mutualistas estadounidenses más veteranos. John C. Bogle, que tuvo mucho éxito cuando fue presidente de Morgan en 1970 y más tarde fundando The Vanguard Group, dirige el fondo.

## Cronología reciente
- 2015: En septiembre se hace público que Wellintong Management vende el 2% de la compañía Almirall a 19 euros la acción. Había invertido unos años antes a un precio de 9€, con plusvalías superiores al 110%.[5]

## Información privilegiada
En noviembre de 2010, Wellington Management fue investigada por la policía judicial de EE. UU. con respecto a un caso de información privilegiada. Wellington entregó cuantos documentos le fueron requeridos, pero nada más trascendió a la opinión pública.

## Oficinas
- Boston — de Estados Unidos, Marlborough, San Francisco, Chicago, Radnor.
- Sedes internacionales: Pekín, Fráncfort, Hong Kong, Londres, Singapur, Sídney, Tokio, Luxemburgo, Zúrich.